# Académie gasconne de Bayonne
L'Académie gasconne de Bayonne (Academia gascona de Baiona, Academia gascona de Baiona-Ador ou Académie gascoune de Bayoune en gascon) est une association loi de 1901 qui encourage « la recherche et le maintien de tous les usages et traditions bayonnaises et du Val d’Adour maritime, et en particulier de la langue gasconne parlée sur ces territoires ».  

## Historique
L'académie est fondée le 7 mai 1926 par quarante membres dont Pierre Simonet (premier directeur) et Pierre Rectoran (premier secrétaire perpétuel). Dès l'année suivante, elle organise des séances publiques qui sont stoppées par la guerre en 1939. En 1927, l'académie réédite les poésies de Justin Larrebat. En 1997, elle édite Le gascon maritime et du Val-d'Adour de Pierre Rectoran.

## Fonctionnement
L'académie se compose de 40 membres élus par et parmi les sociétaires du gascon pour leur aptitude en langue gasconne parlée et écrite, et est administrée par un secrétaire perpétuel ainsi qu'un président, un secrétaire adjoint, un trésorier et un trésorier adjoint, tous quatre élus pour trois ans. Elle tient un capitol (chapitre) trimestriel ouvert au public pendant lequel elle présente divers sujets ayant pour thème l'histoire locale ou le gascon, et organise des débats en gascon. La revue édite une revue trimestrielle en gascon nommée L'Armanac Capitol. Pour sauvegarder la vitalité du gascon à Bayonne, l'académie anime des spectacles, effectue des traductions, organise des concours littéraires, et édite des ouvrages de références sur la langue gasconne.

## Aire géographique de références
- Aire de référence initiale : 
  - commune de Bayonne,
  - commune d'Anglet,
  - commune de Biarritz ;
- communes des Pyrénées-Atlantiques et des Landes de l'aire gasconne et traversées par l'Adour et ses affluents ;
- communes contiguës aux précédentes qui se déclarent concernées par l'objet et les actions de l'académie.

## Membres

### Secrétaires perpétuels
- Pierre Rectoran (1880-1952)
- Amédée Barris (1932-2023)

### Membres
- René Cuzacq (1901-1977)